# Ray River
Der Ray River ist ein ca. 137 Kilometer langer rechter Nebenfluss des Yukon River im Zentrum des US-Bundesstaats Alaska.

## Verlauf
Der Ray River entspringt in den nördlichen Ausläufern der Ray Mountains, ein Gebirgszug der Kokrine-Hodzana Highlands, auf einer Höhe von etwa 760 m. Der Ray River fließt in einem nach Norden gerichteten Bogen ostwärts und mündet knapp 45 Kilometer nordöstlich von Rampart in den Yukon River. Bei Flusskilometer 42 führt der Dalton Highway (Alaska Route 11) über eine Strecke von wenigen Kilometern entlang dem linken Flussufer. Die Flussmündung befindet sich knapp 4 km westlich der Stelle, an welcher der Dalton Highway den Yukon River überquert. Der Flusslauf des Ray River liegt westlich des Yukon Flats National Wildlife Refuge. Der Ray River entwässert ein Areal von 1750 km². Er weist entlang seines gesamten Flusslaufs ein stark mäandrierendes Verhalten mit zahlreichen engen Flussschlingen und Altarmen auf. 

## Name
Benannt wurde der Fluss 1885 nach Patrick Henry Ray, einem Hauptmann der US-Armee, der 1881 in Barrow eine Station für meteorologische Messungen und Untersuchungen des Erdmagnetfelds eingerichtet hatte. Der Name der Ureinwohner Alaskas für den Fluss ist laut William Healey Dall, einem Malakologen, der 1867 an einer Yukon-Expedition der Western Union Telegraph teilgenommen hatte, „Tseetoht“. Auch die Schreibweise „Shetchaut“ wurde dokumentiert.

## Flussfauna
Im Ray River kommen die Arktische Äsche, Stenodus nelma, Quappe, Hecht und Coregoninae (whitefish) vor.